# Santos Abril y Castelló
Santos Abril y Castelló, né le 21 septembre 1935 à Alfambra, dans la province de Teruel, Aragon, en Espagne, est un cardinal espagnol. Il a été successivement nonce apostolique puis archiprêtre de la basilique Sainte-Marie Majeure.

## Biographie
Il est ordonné prêtre le 19 mars 1960 pour le diocèse de Teruel. Il rejoint ensuite les services diplomatiques du Saint-Siège.

### Évêque
Le 29 avril 1985, Jean-Paul II le nomme archevêque titulaire de Tamada (de) et nonce apostolique en Bolivie (en). Il est consacré le 16 juin suivant par le cardinal Agostino Casaroli, secrétaire d'État. 
En 1989, il est envoyé comme pro-nonce au Cameroun, au Gabon (en) et en Guinée équatoriale (en). Le 24 février 1996 il est transféré à Belgrade où il devient nonce apostolique en Yougoslavie (en). Il y reste quatre ans avant d'être nommé à Buenos Aires. En 2003, il retrouve les Balkans, en tant que nonce apostolique en Slovénie, en Bosnie-Herzégovine (en) et en Macédoine (en). 
Il se retire le 9 janvier 2011, ayant atteint l'âge de 75 ans, mais, dès le 22 janvier suivant,  Benoît XVI le rappelle à Rome comme vice-camerlingue de la chambre apostolique charge qu'il conserve jusqu'en juillet 2012. 
Le 21 novembre 2011, il est nommé archiprêtre de Sainte-Marie Majeure en remplacement du cardinal Bernard Law, âgé alors de quatre-vingts ans. 

### Cardinalat
Il est créé cardinal par Benoît XVI le 18 février 2012 avec le titre de cardinal-diacre de San Ponziano. Il participe au conclave de 2013 qui voit l'élection du pape pape François. 
Le 15 janvier 2014, il est nommé par le pape François, membre de la commission de vigilance de l'Institut pour les œuvres de religion, il en est élu le président le 4 mars 2014. Le pape François l'envoie ensuite en visite apostolique dans le diocèse  de Ciudad del Este, le 21 juillet 2014, afin de faire une enquête approfondie sur la crise interne que subit ce diocèse portant sur des détournements de fonds, une mauvaise formation des séminaristes avec les accusations portant notamment sur son titulaire Rogelio Livieres Plano et de son vicaire général récemment révoqué. Sa visite entraine le fait que le Saint-Siège invite l'ordinaire du diocèse à ne pas procéder aux ordinations sacerdotales prévues le 15 août suivant, l'évêque est finalement suspendu de ses fonctions définitivement.
Il atteint la limite d'âge le 21 septembre 2015, ce qui l'empêche de participer aux votes du conclave de 2025 (élection de Léon XIV).
Le pape François accepte sa démission d'archiprêtre de la Basilique Sainte-Marie-Majeure le 28 décembre 2016, et nomme le cardinal Stanisław Ryłko pour lui succéder.

## Succession apostolique
Santos Abril y Castelló a ordonné les évêques suivants :
- Cardinal Toribio Porco Ticona (1986)
- Évêque Mario Lezana Vaca (de) (1986)
- Évêque Adalberto Arturo Rosat (de), O.F.M. (1987)
- Évêque Julio María Elías Montoya (es), O.F.M. (1987)
- Évêque Carlos Stetter (de) (1988)
- Évêque Nino Marzoli (de), C.R. (1988)
- Archevêque Jesús Juárez Párraga (es), S.D.B. (1988)
- Évêque Raphaël Marie Ze (1992)
- Évêque Emmanuel Bushu (1993)
- Archevêque Roger Pirenne, C.I.C.M. (1994)
- Évêque Dieudonné Watio (1995)
- Évêque Carlos Humberto Malfa (es) (2000)
- Évêque Jorge Luis Lona (de) (2000)
- Évêque Juan Horacio Suárez (es) (2000)
- Évêque Stanislav Lipovšek (it) (2010)

### Sources partielles
- Qui sont les 22 nouveaux cardinaux ? Liste et biographies des 22 nouveaux cardinaux créés lors du consistoire du 18 février 2012 par Benoît XVI, in La Croix, 6 janvier 2012, article en ligne